# Lymantria fuliginosa
Lymantria fuliginosa este o specie de molii din genul Lymantria, familia Lymantriidae, descrisă de Moore 1883 Conform Catalogue of Life specia Lymantria fuliginosa nu are subspecii cunoscute.